# John Fahey (político)
John Joseph Fahey (Wellington, 10 de enero de 1945-12 de septiembre de 2020) fue un político australiano nacido en Nueva Zelanda, miembro del Partido Liberal de Australia. Se desempeñó como Primer Ministro de Nueva Gales del Sur y como segundo presidente de la Agencia Mundial Antidopaje.

## Biografía
Nació el 10 de enero en Wellington, Nueva Zelanda, hijo de padres irlandeses, emigró a Picton, Australia en 1956 y se naturalizó en 1973. Se casó con Colleen Maree McGurren en 1968, con quien tuvo un hijo y dos hijas. Jugó con los Canterbury-Bankstown Bulldogs y entrenó a equipos locales.

### Carrera política
Entró al parlamento de Nueva Gales del Sur en 1984 por el distrito electoral de Camden. En 1988, Nick Greiner lo nombró Ministro de Relaciones Laborales y Empleo. Se convirtió en Primer Ministro del estado el 24 de junio de 1992, tras la renuncia de Greiner. Tuvo un papel importante en la realización de los Juegos Olímpicos de Sídney 2000. En las elecciones 1995 fue derrotado por Bob Carr.
El 11 de marzo de 1996, fue nombrado Ministro de Finanzas por John Howard, durante el cual presidió recortes presupuestarios. Ocupó el cargo hasta el 26 de noviembre de 2001.

### Agencia Mundial Antidopaje
El 17 de noviembre de 2007 fue elegido presidente de la Agencia Mundial Antidopaje. Realizó alianzas con la Interpol, así como con la industria farmacéutica. Ocupó el cargo hasta el 31 de diciembre de 2013.

### Fallecimiento
Falleció el 12 de septiembre de 2020, víctima de leucemia, a los 75 años de edad.